# 阿历克斯小子 失落之星
《阿历克斯小子 失落之星》是一款在世嘉街机发行的平台游戏。最先于1986年在日本发行。游戏后于1987年移植至世嘉Master System
在游戏中，阿历克斯和Stella需要搜寻12个黄道符号。
街机版本和Master System非常相似。除了图像和声音的区别。